# 오스트리아 관구

16세기 시작할 무렵의 오스트리아 관구

오스트리아 관구(독일어: Österreichischer Reichskreis)는 신성 로마 제국의 제국 관구이다. 본래는 1500년에는 6개의 관구가 있었지만, 12년 뒤 제국 개혁을 통해, 4개의 관구로 재편되며 만들어졌다.
오스트리아 관구는 합스부르크 가문의 세습지(Erblande)와 함께 거대한 국경을 맞대고 있으며, 대략 오늘날의 오스트리아(잘츠부르크주 제외)와 슬로베니아, 이탈리아 북부 지방의 트렌티노알토아디제주를 합친 것과 일치한다.

## 구성

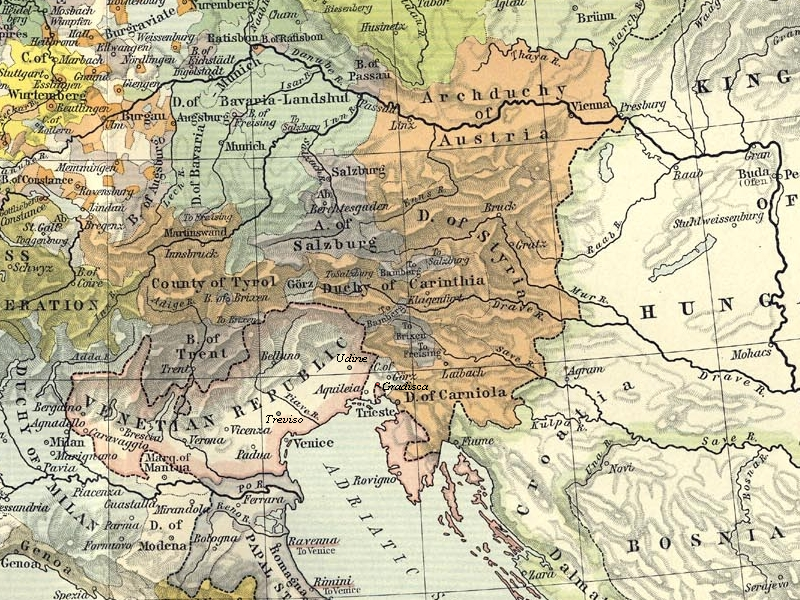
1477년 당시 오스트리아 합스부르크의 지배 지역(오렌지색)

관구는 다음의 국가들로 이뤄져 있었다:
| 명칭                     | 정부 유형          | 주석 |
| ------------------------ | ------------------ | --- |
| 안 데어 에치             | 튜턴 기사단 대관소 | 1260년에 설치되었으며, 티롤에 있는 튜턴 기사단의 행정지이다. |
| 오스트리아               | 대공국             | 976년 신성 로마 황제 오토 2세가 오스트리아 변경백국을 세웠고, 1156년에 신성 로마 황제 프리드리히 1세가 공국으로 승격시켰으며, 1278년에 합스부르크 가문의 것이 되었고, 1358년 이후로 스스로 대공국이라 칭하였다. |
| 오스트리아 튜턴 기사단령 | 튜튼 기사단 대관소 | 오스트리아에 있는 튜턴 기사단의 행정지 |
| 브릭센                   | 주교후국           | 1027년 신성 로마 황제 콘라트 2세에 의해 세워졌으며, 1179년 이래로 주교후국 |
| 케른텐                   | 공국               | 976년 신성 로마 황제 오토 2세에 의해 세워졌으며, 1457년 이래로 오스트리아 대공이 소유했으며, 1564년–1619년간 인너 오스트리아의 일부였다.                                                                        |
| 크라인                   | 공국               | 1040년 신성 로마 황제 하인리히 3세가 크라인 변경백국을 세웠고, 1364년에 공국으로 승격했으며, 1457년 이래로 오스트리아 대공이 소유하였고, 1564년–1619년간 인너 오스트리아의 일부였다.                            |
| 쿠어                     | 주교후국           | 4세기에 세워졌고, 1170년 이후로 주교후국이었으며, 1367년 이후로 교회 동맹의 소유지였다. |
| 고리치아                 | 백국               | 1127년 아퀼레이아 대주교국에서 분리되었으며, 1500년부터 오스트리아 대공의 소유였고, 1564년–1619년간 인너 오스트리아의 일부였으며, 1747년에 고리치아 그라디스카 후백국과 합쳐졌다.                               |
| 이스트리아               | 변경백국           | 1040년 신성 로마 황제 하인리히 3세가 세웠고, 1291년에는 베네치아의 주요 지역이었으며, 고리치아에게는 파진 일대 잔여 영토였고, 1374년 이후로 오스트리아 대공의 소유였다.                                         |
| 슈타이어마르크           | 공국               | 970년 신성 로마 황제 오토 1세가 슈타이어마르크 변경백국을 세웠으며, 1180년에 공국으로 승격하였고, 1192년 이후로 오스트리아 대공의 소유였고, 1564년–1619년간 인너 오스트리아의 일부였다.                         |
| 슈바벤 오스트리아령      | 방백국             | 1386년 이래로 브라이스가우, 부르가우, 준트가우(1648년까지), 포어아를베르크 등 슈바벤에 있는 합스부르크의 잔류 영토이며, 오스트리아 대공의 소유였다.                                                             |
| 타라스프                 | 군주국             | 1464년 이후로 오스트리아 대공의 소유였다. |
| 트렌토                   | 주교후국           | 1027년 신성 로마 황제 콘라트 2세가 세웠다. |
| 트리에스테               | 자유 도시          | 1382년 이후 오스트리아 대공이 소유했다. |
| 티롤                     | 백국               | 1140년에 세워졌고, 1363년 이래로 오스트리아 대공의 소유였으며, 1504년에 대 백국으로 승격, 1564년-1665년까지 외오스트리아의 일부였다.                                                                            |